# Santisima Virgen de Lujans kapell
Santisima Virgen de Lujans kapell är ett katolskt kapell beläget vid argentinska basen Marambio på Seymour-Marambioön i Antarktis. Kapellet är byggt av stål, och används för kristna gudstjänster av bland annat argentinsk personal vid stationen, samt besökare. Kapellet består även av ett klocktorn och ett kors.

### Fotnoter
1. ↑  ”Arkiverade kopian”. Arkiverad från originalet den 22 juli 2011. https://web.archive.org/web/20110722065855/http://www.waponline.it/ChurchinAntarctica/tabid/65/Default.aspx. Läst 29 september 2010.